# Болгары (Пермский район)
Болгары — деревня в Пермском районе Пермского края. Входит в состав Култаевского сельского поселения.

## Географическое положение
Расположена на берегах реки Сарабаиха, примерно в 8 км к юго-западу от административного центра поселения, села Култаево.

## Население
| 2010 |
| ---- |
| 159  |

## Улицы
- Деревенская ул.
- Заречная ул.
- Камышовая ул.
- Луговая ул.
- Мира ул.

## Топографические карты
- Лист карты O-40-76 Юго-камский. Масштаб: 1 : 100 000. Состояние местности на 1983 год. Издание 1984 г.